# Silnik z falą Rayleigha

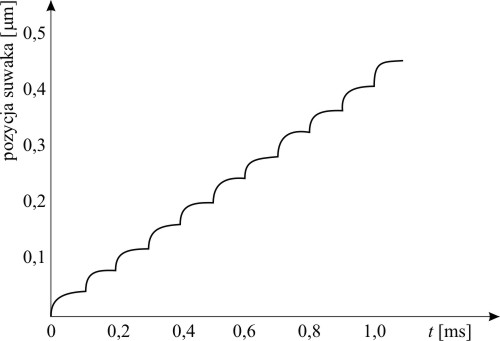
Zależność przemieszczeń suwaka od czasu

Silnik z falą Rayleigha – liniowy silnik ultrasoniczny poruszany energią fali Rayleigha. 
Podczas propagacji fali Rayleigha punkty materialne biorące udział w ruchu falowym zataczają trajektorie eliptyczne w kierunku przeciwnym do kierunku propagacji fali. Ruch ten na zasadzie tarcia może powodować przesuwanie po powierzchni podłoża propagacji drobnych przedmiotów (np. suwaka).

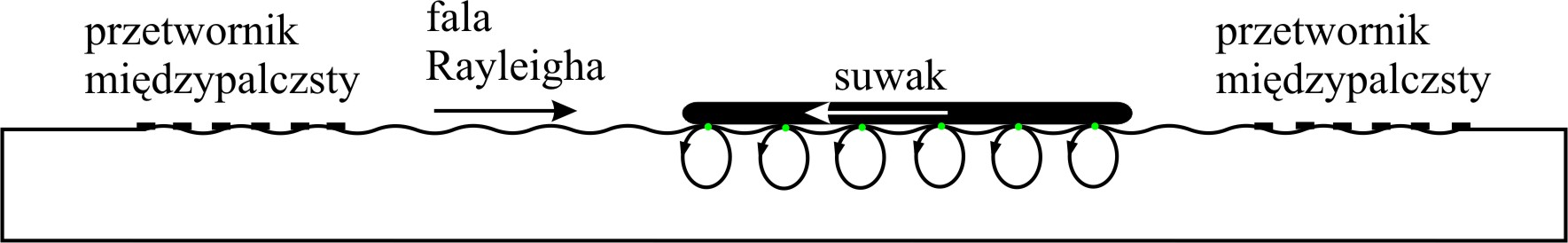
Schemat działania silnika z falą Rayleigha

Kierunek ruchu suwaka zależy od tego, który z przetworników międzypalczastych jest aktualnie pobudzany. Prędkość ruchu i siła działająca na suwak silnie zależą od częstotliwości fali i jej amplitudy oraz współczynnika tarcia pomiędzy suwakiem a podłożem propagacji. Siłę tarcia zwiększa się zwykle stosując specjalne konstrukcje suwaka oraz elementy dociskające go do podłoża (zwykle docisk sprężynowy lub magnetyczny).
Ze względu na dużą precyzję ruchu silniki takie znalazły zastosowanie w precyzyjnych układach pozycjonujących (mikroskopia elektronowa, manipulatory stosowane w mikrotechnologii, biologii, medycynie i in.).
Obok silników liniowych konstruowane są także silniki półrotacyjne i rotacyjne.